# Nita Englund
Nita Englund, född 10 juni 1992 i Florence, Wisconsin är en amerikansk före detta backhoppare som tävlade för Kiwanis Ski Club i Iron Mountain, Michigan. Hon har tävlat i världscupen i backhoppning sedan 2011/2012 och hennes främsta merit är en andraplats från en världscuptävling i Valea Cărbunării-backen i Râșnov i Rumänien den 8 februari 2015 Totalt har Englund tagit femton topp-10-placeringar i världscupen genom karriären.

## Bakgrund
Nita Englund är uppvuxen i Florence, Wisconsin, som ligger nära Iron Mountain, Michigan. Englund började med backhoppning senare än de flesta inom sporten och var 15 år första gången hon hoppade i en stor backe. Hon har även en äldre bror som tidigare höll på med backhoppning och som inspirerade henne att prova på sporten. Hon tog senare ett avbrott från backhoppningsträningen och utexaminerades från Academy of Art University i San Francisco i Kalifornien.

## Karriär
Ett år senare, 2008, började Nita Englund tävla internationellt, då hon deltog i två kontinentalcupstävlingar i USA. I början av mars 2014 tog hon sin första pallplats i kontinentalcupen genom en tredje plats i Falun.
Den 5 december 2014 gjorde Englund sin debut i världscupen i backhoppning för kvinnor genom en tjugoförsta plats i Lillehammer. Senare på säsongen deltog hon i världsmästerskapen i nordisk skidsport 2015 i Falun där hon slutade på tolfte plats. Efter världcupsäsongen 2014/2015 slutade hon sammanlagt på en tionde plats, och säsongen därpå följde hon upp med en trettonde plats totalt. Hon deltog även i världsmästerskapen i Lahtis 2017 och världsmästerskapen i Seefeld/Innsbruck 2019 men blev där bara tjugosjua respektive trettiosjua i de individuella tävlingarna.
Englund deltog även i de Olympiska vinterspelen 2018, där hon slutade på trettioförsta plats och med andra ord precis utanför att ta sig vidare till finalomgången.
Nita Englund har inte tävlat internationellt sedan vintern 2019. Hon har inte offentligt meddelat att hon avslutat karriären men hon är inte längre registrerad som aktiv hos Internationella skidförbundet (FIS)..

## Galleri

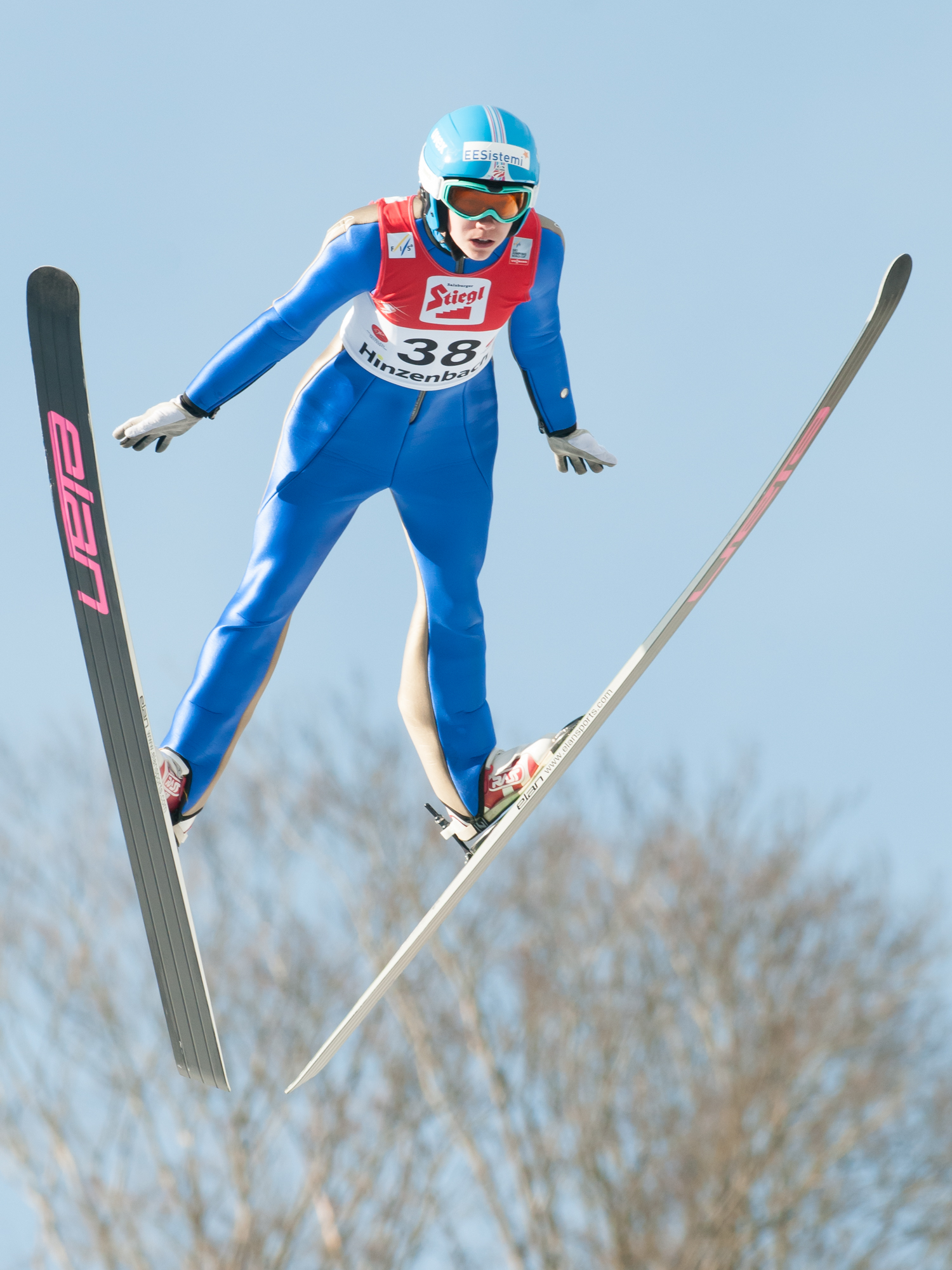
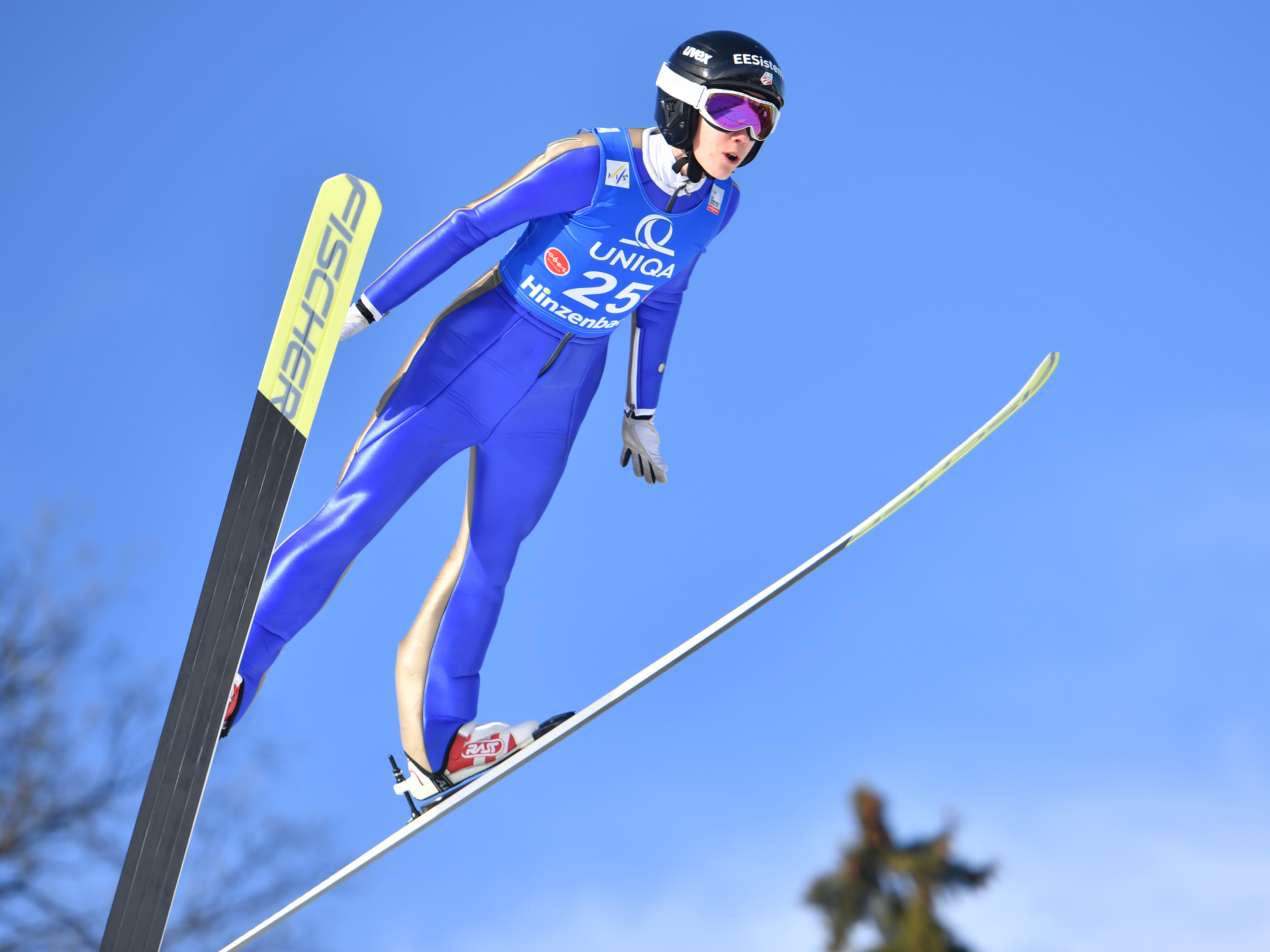
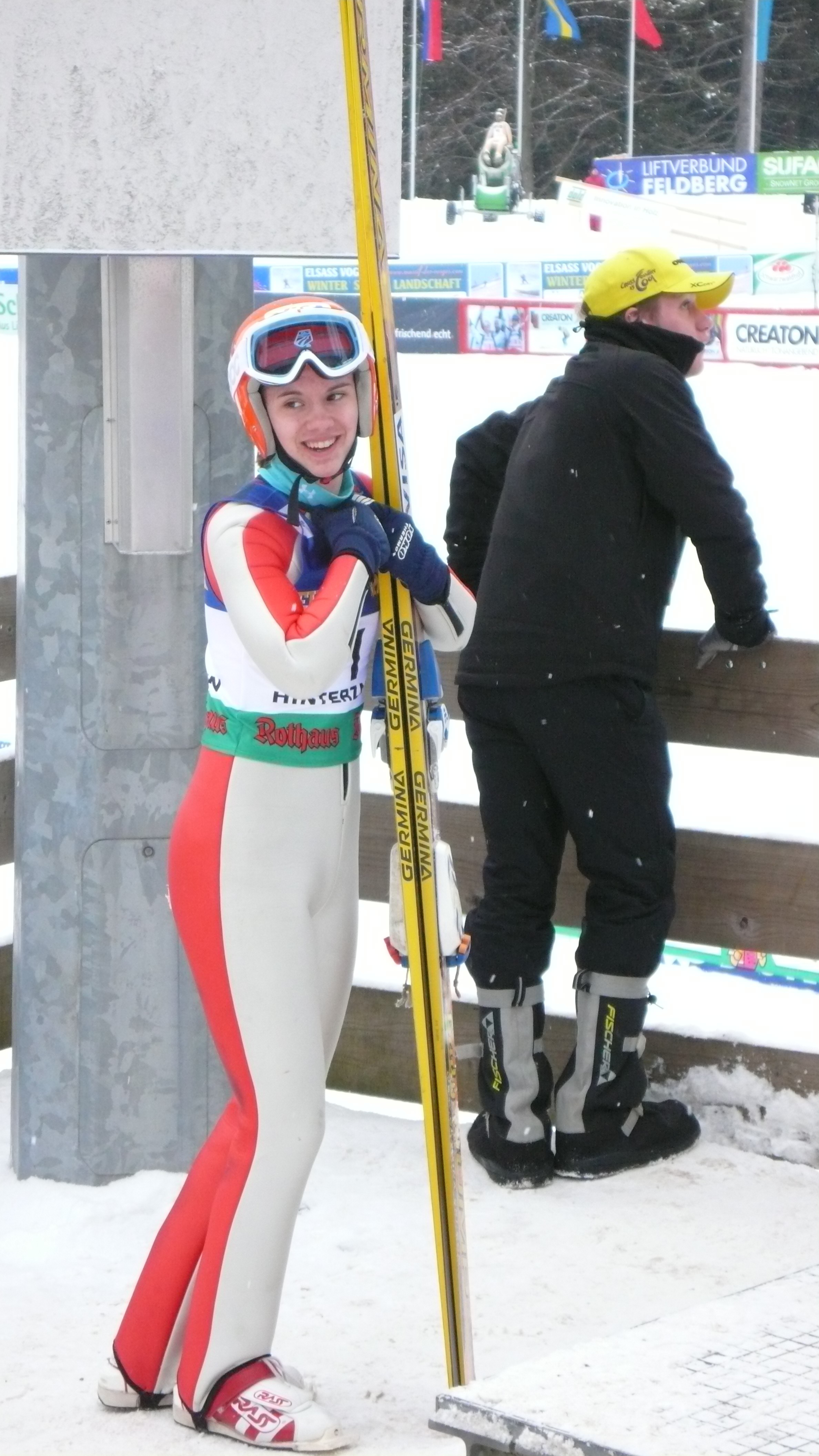

### Statistik

#### Sammanlagdavärldscupen
| Säsong    | Plats | Poäng |
| --------- | ----- | ----- |
| 2014/2015 | 10.   | 0332  |
| 2015/2016 | 13.   | 0339  |
| 2016/2017 | 15.   | 0208  |
| 2017/2018 | 55.   | 1     |
| 2018/2019 | 40.   | 31    |